# Yum Jung-ah
Yum Jung-ah (28 de julio de 1972) es una actriz surcoreana. 

## Biografía
El 30 de diciembre de 2006 se casó con el médico Heo Il, la pareja tiene dos hijos.

## Carrera
Ha participado en películas como A Tale of Two Sisters (2003), The Big Swindle (2004), The Old Garden (2007), y Cart (2014), así como en la serie Royal Family (2011).
En enero de 2020 se anunció que se había unido al elenco de la nueva película de Choi Dong-hoon.
En diciembre del mismo año se anunció que estaba en pláticas para unirse al elenco de la película Smugglers, que coprotagoniza junto con Kim Hye-soo. La película se estrenó en julio de 2023 y constituyó uno de los éxitos de taquilla del año.

## Filmografía

### Cine
| Año  | Título                          | Rol                        | Notas                  | Ref.               |
| ---- | ------------------------------- | -------------------------- | ---------------------- | ------------------ |
| 1992 | Jazz Bar Hiroshima              | Sayuri                     |                        |                    |
| 1995 | Terrorist                       | Hwang Chae-eun             |                        |                    |
| 1999 | Tell Me Something               | Detective Oh Seung-min     |                        |                    |
| 2002 | H                               | Detective Kim Mi-yeon      |                        |                    |
| 2003 | A Tale of Two Sisters           | Heo Eun-joo                |                        |                    |
| 2004 | The Big Swindle                 | Seo In-kyeong              |                        |                    |
| 2004 | Lovely Rivals                   | Yeo Mi-ok                  |                        |                    |
| 2004 | Three...Extremes                |                            | Cameo; segmento: "Cut" |                    |
| 2005 | Twentidentity                   |                            | segmento: "20mm Thick" |                    |
| 2005 | Sad Movie                       | Yeom Ju-young              |                        |                    |
| 2005 | Boy Goes to Heaven              | Bu-ja                      |                        |                    |
| 2007 | The Old Garden                  | Han Yun-hee                |                        |                    |
| 2007 | The Worst Guy Ever              | Oh Joo-yeon                |                        |                    |
| 2007 | Small Town Rivals               | Madam                      | Cameo                  |                    |
| 2009 | Jeon Woo-chi: The Taoist Wizard | Actriz                     |                        |                    |
| 2012 | The Spies                       | Asistente del mánager Kang |                        |                    |
| 2012 | Love Potion                     | esposa                     | Cortometraje           |                    |
| 2014 | Cart                            | Sun-hee                    |                        |                    |
| 2017 | The Mimic                       | Hee-yeon                   |                        |                    |
| 2018 | Wiretap                         |                            |                        |                    |
| 2019 | Start-Up (Ignition)             | Yoon Jung-hye              |                        |                    |
| 2019 | Hit-and-Run Squad               | Yoo Ji-hyun                |                        |                    |
| 2022 | Alienoid                        |                            |                        |                    |
| 2023 | Smugglers                       | Um Jin-sook                |                        | [ 8 ] [ 9 ] [ 10 ] |
| 2024 | Alienoid: Return to the Future  | Heug-seol                  |                        | [ 11 ]             |
| 2024 | Misiones cruzadas               | Mi-seon                    |                        | [ 12 ] [ 13 ]      |

### Series de televisión
| Año         | Título                                 | Papel                     | Red                      | Ref.          |
| ----------- | -------------------------------------- | ------------------------- | ------------------------ | ------------- |
| 1991        | Our Paradise                           |                           |                          |               |
| 1993        | January                                |                           |                          |               |
| 1993        | Good Morning, Yeongdong!               |                           |                          |               |
| 1993        | Iljimae                                |                           |                          |               |
| 1994        | Ambition                               |                           |                          |               |
| 1994        | MBC Best Theater "Man and Woman"       |                           |                          |               |
| 1994        | A Human Land                           |                           | KBS2                     |               |
| 1995        | The Blue Sky                           |                           | KBS2                     |               |
| 1995        | Good Man, Good Woman                   |                           | KBS2                     |               |
| 1995        | Korea Gate                             |                           | SBS                      |               |
| 1996        | Colors "Opening the Violet Blinds"     |                           |                          |               |
| 1996        | Lee Hong-ryeol's Eat Drink Man Woman   |                           |                          |               |
| 1996        | The Scent of Apple Blossoms            |                           | MBC                      |               |
| 1996        | The Brothers' River                    |                           | SBS                      |               |
| 1997        | Model                                  |                           | SBS                      |               |
| 1997        | Fences on Fire                         |                           |                          |               |
| 1998        | Until the Azalea Blooms                |                           |                          |               |
| 1998        | Seven Brides                           |                           |                          |               |
| 1998        | Legendary Ambition                     |                           | KBS2                     |               |
| 1998        | MBC Best Theater "Fanny and Alexander" |                           | MBC                      |               |
| 1998        | You Are My Song                        |                           | KBS1                     |               |
| 1999        | School                                 |                           | KBS2                     |               |
| 1999        | Crystal                                |                           | SBS                      |               |
| 1999        | Rising Sun, Rising Moon                |                           | KBS1                     |               |
| 2000        | Emperor Wang Gun                       |                           | KBS1                     |               |
| 2001        | Drama City "Yoon Sa-wol"               |                           | KBS2                     |               |
| 2001        | Purity                                 |                           | KBS2                     |               |
| 2003        | Lovers                                 |                           | SBS                      |               |
| 2004        | Say You Love Me                        |                           | MBC                      |               |
| 2008        | Working Mom                            | Choi Ga-young             | SBS                      |               |
| 2011        | Royal Family                           | Kim In-sook               | MBC                      |               |
| 2012        | Shut Up Flower Boy Band                | Madre de Kwon Ji-hyuk     | tvN                      |               |
| 2012        | My Lover, Madame Butterfly             | Nam Na-bi                 | SBS                      |               |
| 2013        | After School: Lucky or Not             |                           | Nate Hoppin, BTV/T-store |               |
| 2013        | Your Neighbor's Wife                   | Chae Song-ha              | JTBC                     |               |
| 2016        | Mirror of the Witch                    |                           | JTBC                     |               |
| 2018 - 2019 | Sky Castle                             | Han Seo-jin/Kwak Mi-hyang | JTBC                     |               |
| 2022        | Cleaning Up                            | Eo Yong-mi                | JTBC                     | [ 14 ] [ 15 ] |
| 2024        | No Way Out: The Roulette               | Ahn Myung-ja              | U+ Mobile TV             |               |
| 2025        | The Defects                            | Kim Se-hee                | ENA                      | [ 16 ] [ 17 ] |

### Presentadora
| Año  | Título                    | Función                   | Ref.   |
| ---- | ------------------------- | ------------------------- | ------ |
| 2020 | 56th Baeksang Arts Awards | Presentadora de categoría | [ 18 ] |

## Premios y nominaciones
| Año  | Categoría             | Premio                 | Trabajo    | Resultado |
| ---- | --------------------- | ---------------------- | ---------- | --------- |
| 2019 | Grand Prize (Daesang) | 12th Korea Drama Award | Sky Castle | Nominada  |